# بیدوی
بیدوی روستایی در دهستان ساق بخش سلیمان شهرستان زاوه استان خراسان رضوی ایران است.

## جمعیت
بر پایه سرشماری عمومی نفوس و مسکن در سال ۱۳۹۵ جمعیت این روستا ۱٬۲۶۳ نفر (در ۳۶۴ خانوار) بوده‌است.
جوانان این روستا بیشتر مشغول صنعت کفش در شهرهایی مثل تهران و قم میباشند. 
1. ↑  «نتایج سرشماری ایران در سال ۱۳۹۵». درگاه ملی آمار. بایگانی‌شده از اصلی (اکسل) در ۲۰ شهریور ۱۴۰۲.